# 私は屈しない〜特捜検察と戦った女性官僚と家族の465日
『私は屈しない〜特捜検察と戦った女性官僚と家族の465日』（わたしはくっしない とくそうけんさつとたたかったじょせいかんりょうとかぞくのよんひゃくろくじゅうごにち）は、TBS系列で、2011年1月31日の21:00 - 22:54（JST）に、月曜ゴールデン枠で放送されたテレビドラマの特別番組。
障害者郵便制度悪用事件を元に、江川紹子がまとめた村木厚子の手記を原案とした。 

## 概要
厚生労働省の局長・中井章子は、かつて所属していた部署で起きた証明書不正発給事件に、国会議員の働きかけを受けて上司として関与した疑いを掛けられる。任意で事情聴取を受けるはずが、出頭した大阪地方検察庁特別捜査部でそのまま逮捕状を執行され、大阪拘置所へ収監されてしまう。保釈請求に抗告し、言ってもいないことを調書に書き、容疑を認めたことにしようとする特捜部検事との対決。同じ省で審議官を務める夫、2人の娘、そして弁護士の支援を受け、保釈された章子が裁判で無罪を勝ち取るまでの465日を描く。
なお、後日発覚した検事の証拠改竄事件は本作では描かれない。

## 出演
- 中井章子：田中美佐子（モデルは村木厚子）
- 中井浩一：金田明夫 - 章子の夫（モデルは村木太郎）
- 中井菜月：市川由衣 - 中井夫妻の長女
- 中井実沙：大後寿々花 - 中井夫妻の次女
- 甲田：宅間孝行 - 毎朝新聞大阪社会部記者（モデルは毎日新聞東京本社社会部記者・玉木達也）
- 山岸弘：益岡徹 - 章子の担当弁護士（モデルは弘中惇一郎）
- 泉谷：六角精児 - 大阪地検特捜部主任検事（モデルは前田恒彦）
- 浅野：佐藤二朗 ‐ 大阪地検特捜部検事
- 蓮見：加藤虎ノ介 ‐ 大阪地検特捜部検事
- 大橋誠：中根徹 ‐ 厚生労働省企画部室長
- 山里秋人：山崎銀之丞 - 厚生労働省企画部係長（モデルは上村勉）
- 大阪地裁・裁判長判事：有福正志
- 青山忠雄：品川徹 ‐ 「信の会」会長（モデルは凛の会会長）
- 大橋仁：伊東四朗 - 民衆党代議士（モデルは石井一）